# Song Hui-gyeong
Song Hui-gyeong (1376–1446) est un érudit et fonctionnaire de la dynastie Joseon de Corée au XVe siècle.
Il est également diplomate et ambassadeur, représentant les intérêts de Joseon dans la Hoeryesa (mission diplomatique) auprès du shogunat Ashikaga du Japon.

## Mission au Japon 1419-1420
Le roi Sejong le Grand envoie une mission diplomatique au Japon en 1419-1420. Cette ambassade à la cour d'Ashikaga Yoshimasa à Kamakura est menée par Song Hui-gyeong. Son but est de répondre à un message envoyé à la cour de Joseon par le shogun japonais.  
Alors que les hôtes japonais interprètent peut-être cette mission comme une tendance à confirmer un ordre mondial japanocentrique, l'action de Song Hui-Gyeong est en fait plus étroitement concentrée sur les protocoles relatifs aux négociations dans le cadre des relations diplomatiques Joseon-Japon.

## Source de la traduction
- (en) Cet article est partiellement ou en totalité issu de l’article de Wikipédia en anglais intitulé « Song Hui-gyeong » (voir la liste des auteurs).